# 服務保證
服务保证是指企業向客戶提供的產品和服務時所做出的質量的承諾，企业一旦出現無法兌現所承諾的保證產品和服务質量的情况，客户有权要求企業做出一种或多种形式的补偿，例如退款或免費更換。